# Shankar-Jaikishan
Shankar-Jaikishan (auch als SJ bekannt) waren ein indisches Musikduo des Hindi-Films. Shankar Singh Raghuvanshi (* 5. Oktober 1922 in Punjab; † 26. April 1987) und Jaikishan Dayabhai Panchal (* 4. November 1929 in Vansda, Gujarat; † 12. September 1971).

## Geschichte
Shankar Jaikishan arbeiteten  von 1949 bis 1971 als Komponist zusammen. Zu ihren frühen Arbeiten gehören Awaara, Aah, Shree 420, Basant Bahar, Halaku, Patita, Kathputli Anari, Chori Chori, Daag, Baadshah, Boot Polish und Ujala. Sie waren die "Haus Komponisten" für RK Films und für Pay-roll bis zum Ende.

## Filmografie (Auswahl)
- 1949: Barsaat
- 1951: Awara – Der Vagabund von Bombay (Awaara)
- 1953: Aah
- 1954: Im Schatten des Lebens (Boot Polish)
- 1955: Seema
- 1955: Der Prinz von Piplinagar (Shree 420)
- 1956: Chori Chori
- 1959: Anari
- 1960: Jis Desh Mein Ganga Behti Hai
- 1961: Junglee
- 1962: Dil Tera Deewana
- 1964: Sangam
- 1964: Apne Huye Paraye
- 1965: Gumnaam
- 1966: Teesri Kasam
- 1967: Diwana
- 1967: An Evening in Paris
- 1970: Mera Naam Joker
- 1970: Pagla Kahin Ka

## Auszeichnungen
- Filmfare Awards als beste Musik
  - 1957 für den Film Chori Chori
  - 1960 für den Film Anari
  - 1961 für den Film Dil Apna Aur Preet Parai
  - 1963 für den Film Professor
  - 1967 für den Film Suraj
  - 1969 für den Film Brahmachari
  - 1971 für den Film Pehchaan
  - 1972 für den Film Mera Naam Joker
  - 1973 für den Film Be-Imaan